# Anastassia Krasnova
Anastassia Krasnova (ur. 19 kwietnia 1995) – estońska zapaśniczka walcząca w stylu wolnym. Zajęła piętnaste miejsce na mistrzostwach Europy w 2016. Brązowa medalistka mistrzostw nordyckich w 2016 roku.